# 藤原利仁
藤原 利仁（ふじわら の としひと）は、平安時代前期の貴族・武将。藤原北家魚名流、民部卿・藤原時長の子。越前国敦賀の豪族・藤原有仁（忌部姓?）の娘婿にもなっていた。

## 経歴
左近将監などを経て、延喜11年（911年）上野介となり、翌延喜12年（912年）に上総介に任じられる。そのほか下総介や武蔵守といった坂東の国司を歴任し、延喜15年（915年）には下野国高蔵山で貢調を略奪した群盗数千（蔵宗・蔵安）を鎮圧し武略を天下に知らしめたことが『鞍馬蓋寺縁起』に記されている。この年には鎮守府将軍となり、その最終位階は従四位下であったとされる。
後代、中世文学のなかで坂上田村麻呂・藤原保昌・源頼光とともに中世の伝説的な武人4人組の1人と紹介され、平安時代の代表的な武人として有名になり多くの説話が残っている。なかでも『今昔物語集』の中にある、五位の者に芋粥を食べさせようと京都から敦賀の舘へ連れ帰った話が有名である（芥川龍之介はこの話を題材に小説『芋粥』を執筆した）。
次男・叙用が斎宮頭となり、斎藤氏の祖となる。その孫の代では忠頼が加賀介となり、加賀斎藤氏、弘岡斎藤氏、牧野氏の祖となり、加賀斎藤氏から堀氏、弘岡斎藤氏から富樫氏、林氏が出る。叙用の孫為時の家系からは吉田氏、前田氏、尚忠から吉原斎藤氏、河合斎藤氏、美濃斎藤氏が出たほか、重光から加藤氏、遠山氏が出る。また、一女は同族の藤原秀郷の孫にあたる藤原文脩の室となり文行、兼光らの母となった。
利仁の後裔を称する氏族は多く、仮冒は少ない。また秀郷と並んで藤原氏が武家社会に進出したことを象徴する人物と言える。

## 系譜
- 父：藤原時長
- 母：秦豊国の娘
- 妻：輔世王の娘
  - 男子：藤原公統
  - 次男：藤原叙用（?-?） - 従五位上斎宮頭。。子孫は齋藤氏、加藤氏、富樫氏、坪内氏、堀氏などに分かれた。
- 妻：伴統忠女
  - 男子：藤原有頼（?-?） - 鎮守府将軍
- 生母不明の子女
  - 男子：藤原有象 - 下野守、鎮守府将軍に任じられ「中将軍」と号した。（『尊卑分脈』）
  - 男子：藤原有季
  - 男子：藤原致遠
  - 男子：藤原興善
  - 男子：藤原幽賛
  - 男子：藤原大束
  - 男子：藤原偕行
  - 男子：藤原為能
  - 男子：藤原久紀
  - 女子：藤原文脩室

## 備考
『今昔物語集』（12世紀成立）の中では、悪路王を攻め、朝命により新羅に遠征しようとするも、法全阿闍莉の調伏によって、狂い死んだと伝えられている人物、ということになっている。

## 伝承地
福井県敦賀市
芥川龍之介の小説『芋粥』のもとになっている今昔物語集の説話に登場する福井県敦賀市に藤原利仁の伝承地がいくつか存在する。利仁は延喜年間に豪族の泰豊国の女婿となり敦賀に居館を構え、現在の敦賀市御名県道211号沿いのエノキの大木付近に館があったと伝えられている。また、寛和2年(986年)鎮座の敦賀市公文名の天満神社は菅原道真と藤原利仁を祭神としており、利仁の家臣の子孫という藤原姓の村人は明治維新まで帯刀を許され、古くから毎年1月17日に天満神社にて利仁を祭るという。神社敷地内には将軍塚と言われる石塔（宝篋印塔）を祀った祠があるが、これは利仁の供養塚であるという。

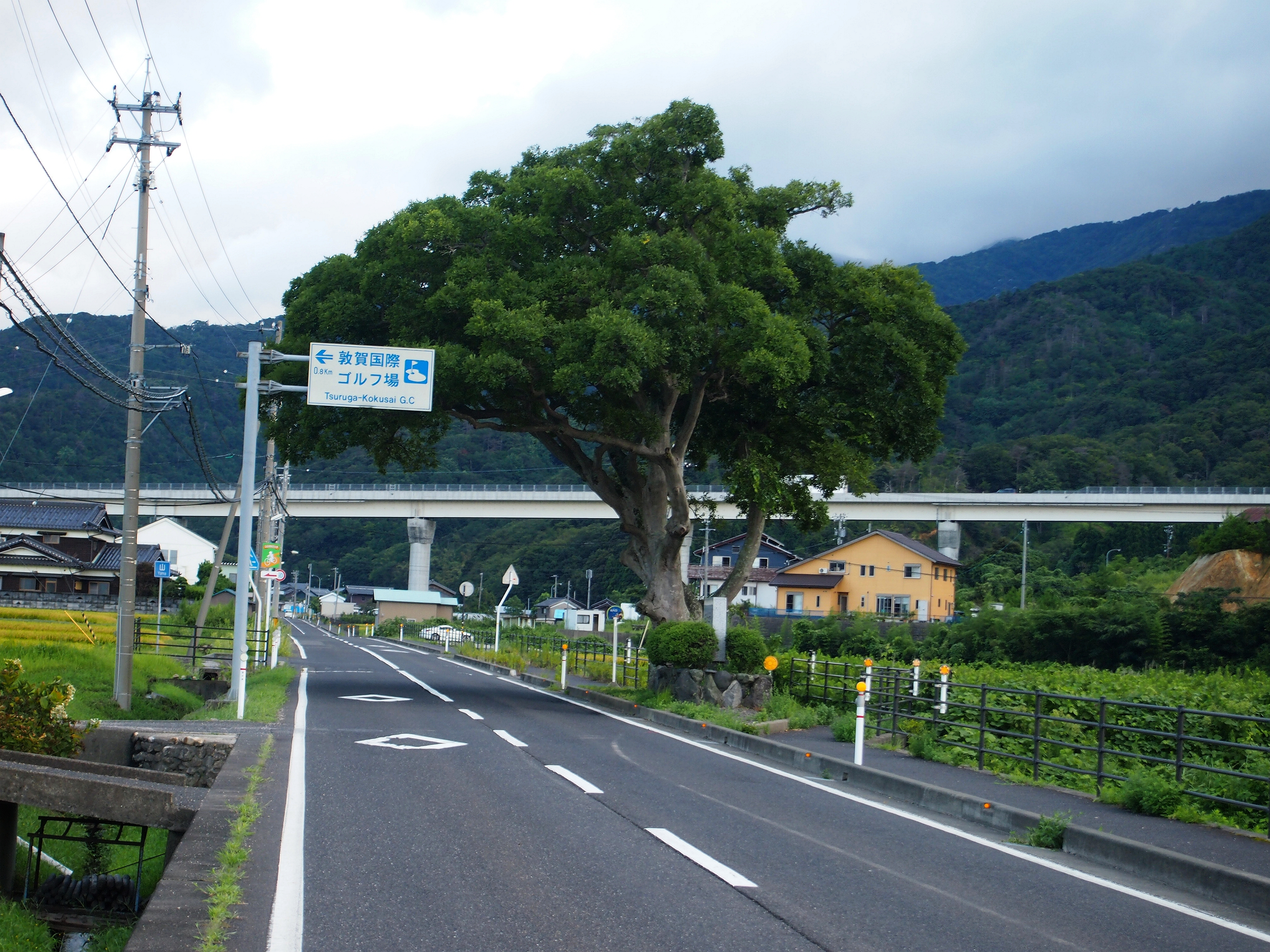
藤原利仁の居館伝承地
エノキ大木の付近北緯35度36分25秒 東経136度2分54.7秒 / 北緯35.60694度 東経136.048528度
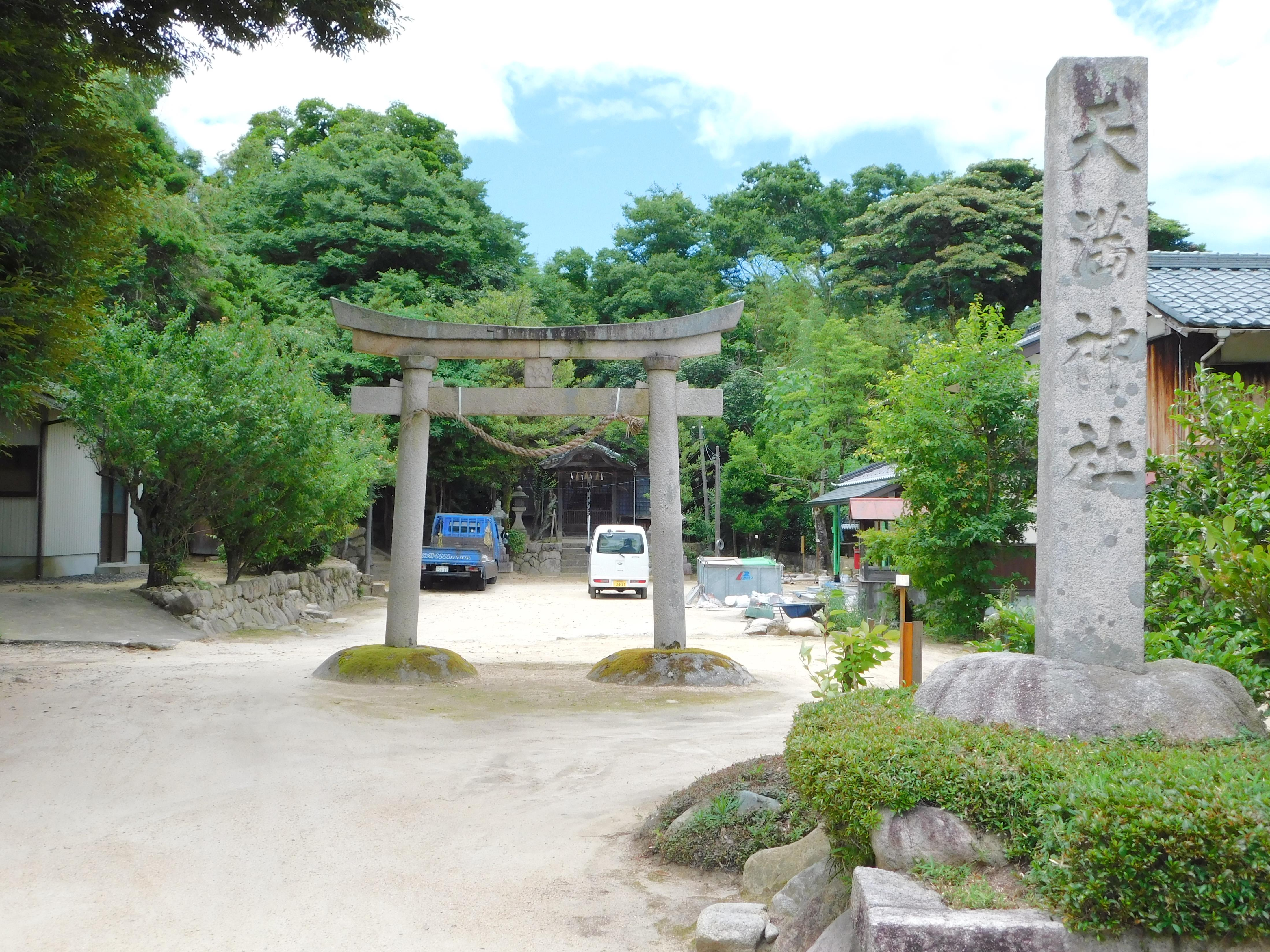
天満神社北緯35度36分44秒 東経136度3分10秒 / 北緯35.61222度 東経136.05278度
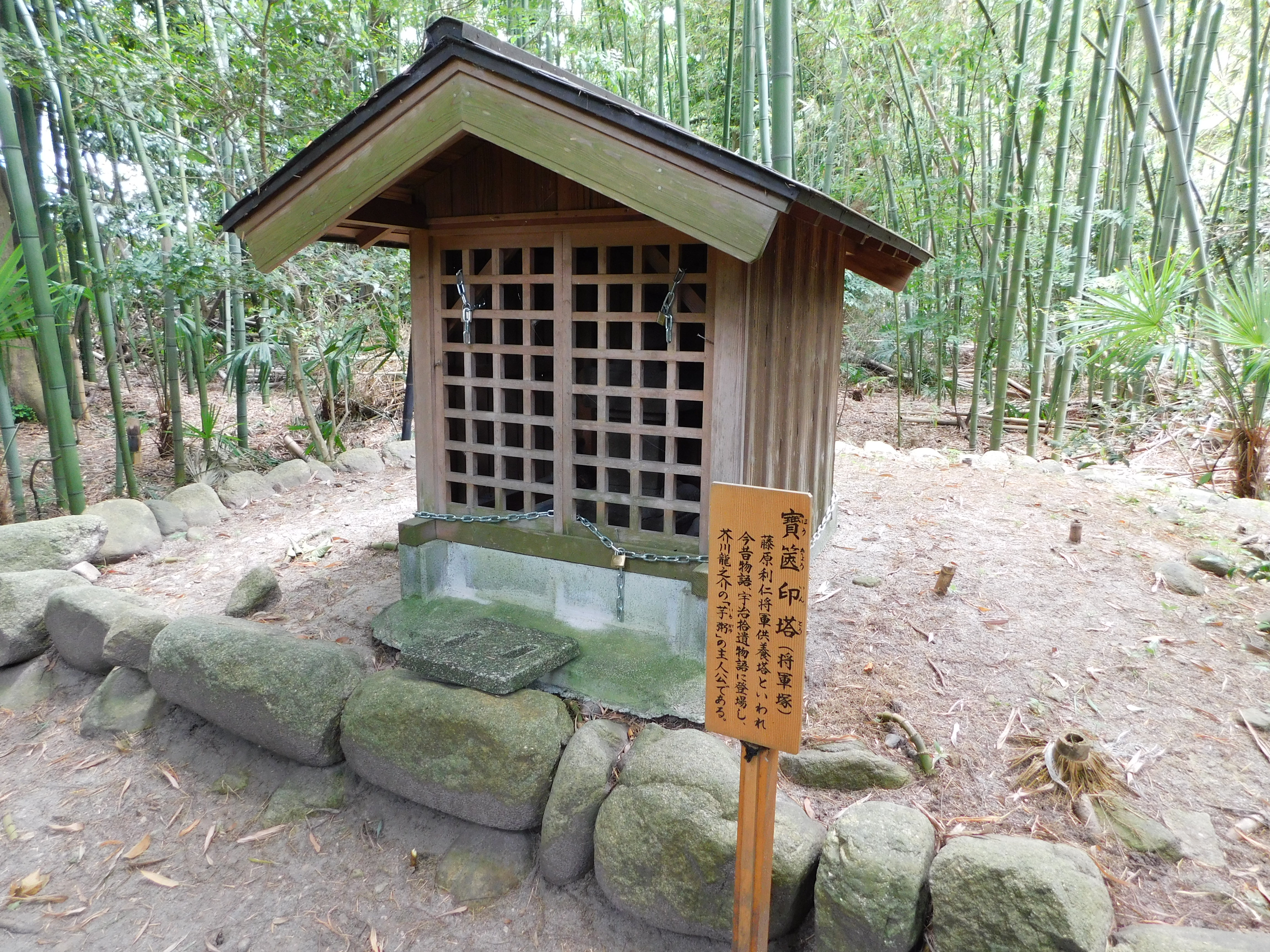
藤原利仁の供養塚の祠
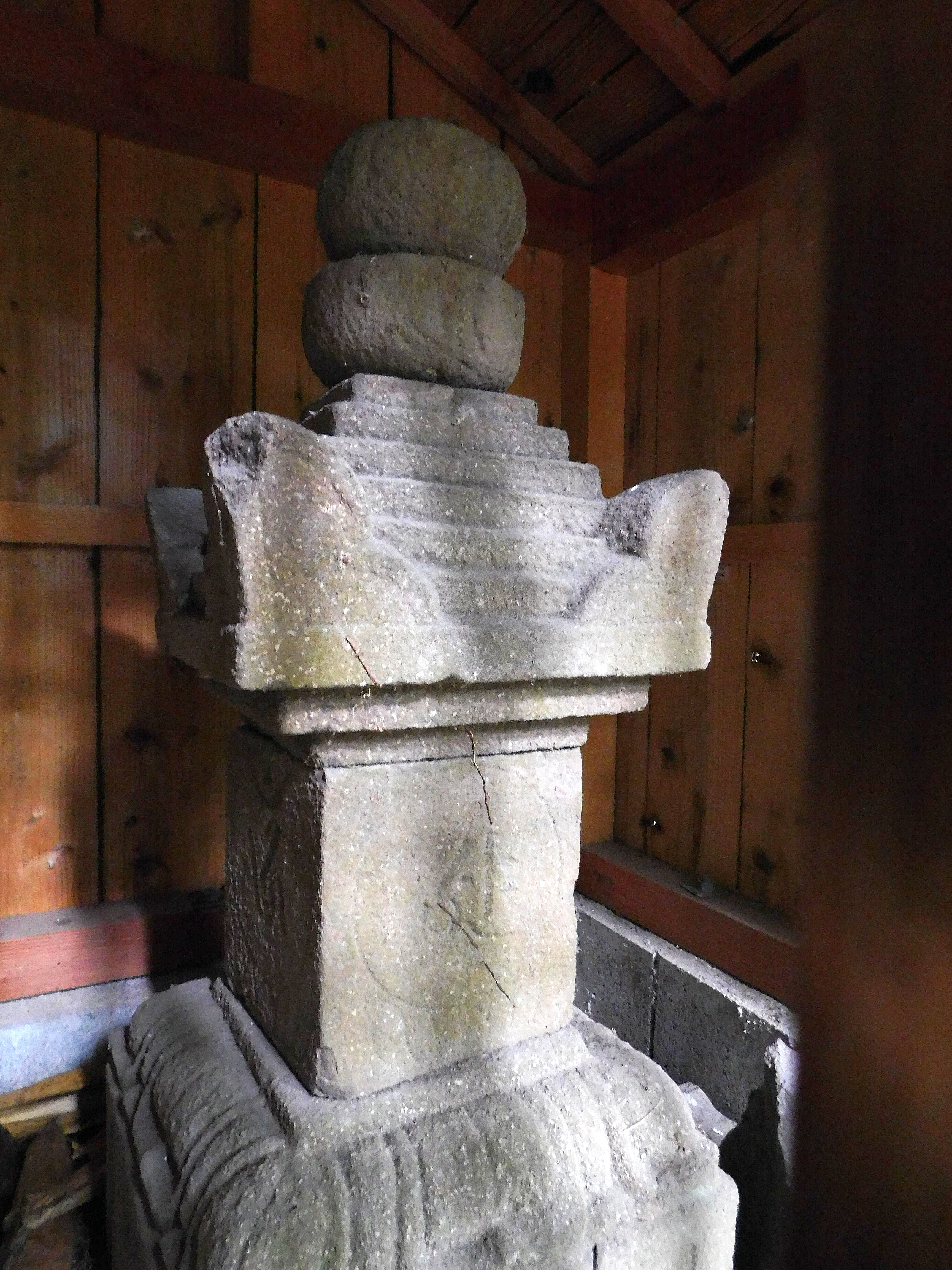
藤原利仁の供養塚

栃木県宇都宮市
宇都宮市関白の関白山（かんぱくさん）神社内に藤原利仁の墓と伝わる石塔（宝篋印塔）があり、平成3年9月に市の文化財に指定されている。延喜12年（912年）に高座山（たかくらやま）の盗賊を征伐するために派遣された利仁が鎮圧するも病に倒れ、同年10月18日に亡くなったとの伝説がある。関白山神社は、もとは高座山神社と称し、利仁を祭神としている。なお、利仁の葬送時にわかに黒雲が巻き起こり荒天となった、それを鎮めるために、3匹の獅子舞で退散させ、無事に埋葬できたという。この言い伝えから、この神社では天下一関白神獅子舞を奉納する行事がおこなわれている。
関白山神社（写真募集中）北緯36度41分11.4秒 東経139度53分5.2秒 / 北緯36.686500度 東経139.884778度
埼玉県東松山市
東松山市下野本にある野本将軍塚古墳に、延長元年(923年)の創建という利仁神社がある。古墳自体は利仁とは関係ないが、利仁将軍にちなみ「将軍塚」という名称をもつ4世紀後半の前方後円墳であり、後円部の高まりに神社社殿が建つ。古墳近くの無量寿寺が利仁の陣屋跡であるといわれ、もとは無量寿寺に社があったが、明治の神仏分離で現在地に遷されたという。社殿には利仁の木像と愛用の弁当箱が伝わっている。

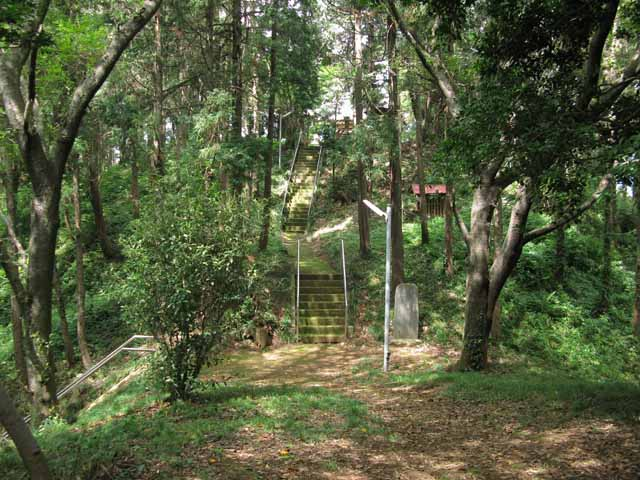
野本将軍塚古墳北緯36度1分5秒 東経139度24分45.1秒 / 北緯36.01806度 東経139.412528度